# Руза (Волоколамский район)
Руза (до 1939 года — Сипуново) — деревня в Волоколамском районе Московской области России в составе сельского поселения Осташёвское. Население — 9 чел. (2010).

## География
Деревня Руза расположена на западе Московской области, в юго-западной части Волоколамского района, на левом берегу одноимённой реки, примерно в 17 км к юго-западу от города Волоколамска.
В деревне 3 улицы — Береговая, Луговая и Центральная, зарегистрировано садовое товарищество. Ближайшие населённые пункты — деревни Таршино, Новоботово и село Осташёво.

## Население
| 1852 | 1859 | 1926 | 2002 | 2006 | 2010 |
| ---- | ---- | ---- | ---- | ---- | ---- |
| 197  | ↘188 | ↘162 | ↘3   | ↘0   | ↗9   |

## История
Сама деревня существовала в 1731 году, что подтверждается находками на территории деревни, но дата основания неизвестна. 
В «Списке населённых мест» 1862 года Сипуново — владельческая деревня 2-го стана Можайского уезда Московской губернии по правую сторону Волоколамского тракта из города Можайска, в 42 верстах от уездного города, при реке Рузе, с 31 двором и 188 жителями (82 мужчины, 106 женщин).
По данным 1890 года входила в состав Осташёвской волости Можайского уезда, число душ мужского пола составляло 84 человека.
1917—1929 гг. — деревня Осташёвской волости Волоколамского уезда.
По материалам Всесоюзной переписи 1926 года — деревня Таршинского сельсовета Осташёвской волости Волоколамского уезда, проживало 162 жителя (56 мужчин, 106 женщин), насчитывалось 36 крестьянских хозяйства.
С 1929 года — населённый пункт в составе Волоколамского района Московского округа Московской области. Постановлением ЦИК и СНК от 23 июля 1930 года округа как административно-территориальные единицы были ликвидированы.
1929—1939 гг. — деревня Кармановского сельсовета Волоколамского района.
4 апреля 1939 года постановлением Мособлисполкома № 633 деревне дано новое название — Руза.
1939—1951 гг. — деревня Кармановского сельсовета Осташёвского района.
1951—1957 гг. — деревня Тереховского сельсовета Осташёвского района.
1957—1963 гг. — деревня Тереховского сельсовета Волоколамского района.
1963—1964 гг. — деревня Тереховского сельсовета Волоколамского укрупнённого сельского района.
1964—1965 гг. — деревня Осташёвского сельсовета Волоколамского укрупнённого сельского района.
1965—1994 гг. — деревня Осташёвского сельсовета Волоколамского района.
В 1994 году Московской областной думой было утверждено положение о местном самоуправлении в Московской области, сельские советы как административно-территориальные единицы были преобразованы в сельские округа.
1994—2006 гг. — деревня Осташёвского сельского округа Волоколамского района.
С 2006 года — деревня сельского поселения Осташёвское Волоколамского муниципального района Московской области.